# Què s'ha de fer per ser suís?
Què s'ha de fer per ser suís? (títol original: Die Schweizermacher) és una comèdia satírica dirigida per Rolf Lyssy i estrenada el 1978.
Aquesta pel·lícula constitueix un dels majors èxits del cinema suís amb 940.145 entrades al país (qui comptava a l'època 6,5 milions d'habitants). Es va quedar en la cimera de la llista de més grans èxits del box-office suís de 1978 a 1997, data en la qual va ser destronada per Titanic.
Ha estat doblada al català.

## Argument
La pel·lícula descriu les peripècies d'estrangers que decideix obtenir la nacionalitat suïssa però que són confrontats amb la burocràcia i les barreres culturals.

## Repartiment
- Walo Lüönd: Max Bodmer
- Emil Steinberger: Moritz Fischer
- Beatrice Kessler: Milena Vakulic
- Wolfgang Stendar: Dr. Helmut Starke
- Hilde Ziegler: Gertrud Starke
- Claudio Caramaschi: Franceso Grimolli
- Silvia Jost: Sandra Grimolli